# カルレス・ブスケツ
カルレス・ブスケツ・バローソ（Carles Busquets Barroso, 1967年7月19日 - ）は、スペイン・バルセロナ出身の元サッカー選手。ポジションはGK。
インテル・マイアミCFに所属するセルヒオ・ブスケツは息子。